# Vallø Kommune
| Strukturdaten       | Strukturdaten |
| ------------------- | ------------- |
| Sitz der Verwaltung | Hårlev        |
| Fläche              | 83,83 km²     |
| Einwohner           | 10,373 (2006) |

Vallø Kommune war bis Dezember 2006 eine dänische Kommune im damaligen Roskilde Amt im Südosten der dänischen Insel Seeland. Seit Januar 2007 ist sie zusammen mit der „alten“ Kommune Stevns Teil der neugebildeten Stevns Kommune.
Die Gemeinde wurde im Rahmen der Kommunalreform 1970 aus den Kirchspielen Valløby Sogn und Strøby Sogn gebildet.

## Entwicklung der Einwohnerzahl
| Jahr             | Einwohner |
| ---------------- | --------- |
| 9. November 1970 | 7.102     |
| 1. Januar 1976   | 8.330     |
| 1. Januar 1981   | 8.503     |
| 1. Januar 1986   | 8.749     |
| 1. Januar 1990   | 9.131     |
| 1. Januar 1996   | 9.582     |
| 1. Januar 2000   | 10.036    |
| 1. Januar 2004   | 10.272    |